# Phantyna
Phantyna is een geslacht van spinnen uit de  familie van de Dictynidae (kaardertjes).

## Soorten
- Phantyna bicornis (Emerton, 1915)
- Phantyna estebanensis (Simon, 1906)
- Phantyna mandibularis (Taczanowski, 1874)
- Phantyna meridensis (Caporiacco, 1955)
- Phantyna micro (Chamberlin & Ivie, 1944)
- Phantyna mulegensis (Chamberlin, 1924)
- Phantyna pixi (Chamberlin & Gertsch, 1958)
- Phantyna provida (Gertsch & Mulaik, 1936)
- Phantyna remota (Banks, 1924)
- Phantyna rita (Gertsch, 1946)
- Phantyna segregata (Gertsch & Mulaik, 1936)
- Phantyna terranea (Ivie, 1947)
- Phantyna varyna (Chamberlin & Gertsch, 1958)
  - Phantyna varyna miranda (Chamberlin & Gertsch, 1958)